# Westermannia zygospila
Westermannia zygospila är en fjärilsart som beskrevs av Hans Zerny 1916. Westermannia zygospila ingår i släktet Westermannia och familjen trågspinnare. Inga underarter finns listade i Catalogue of Life.